# Talonas
El talonas (ISO 4217 código LTT) fue una moneda temporal que circuló en Lituania entre 1991 y 1993. Sustituyó al rublo soviético a la par en 1991, y fue sustituido por el litas, a razón de 100 talonas = 1 litas en 1993. El talonas se publicó sólo en papel moneda.

## La primera reforma
A principios de agosto de 1991, como respuesta a las quejas del público sobre la inflación, el Gobierno lituano presentó el talonas (en plural "talonai", a veces traducido como "cupón"). Fue una reforma rápida e imprevista llevada a cabo por el primer ministro Gediminas Vagnorius. Al principio, parecían muy similares a los cupones de racionamiento: cada persona recibió el 20% de su sueldo en talonas hasta un máximo de 200 talonas. Para la compra de bienes distintos de los alimentos, una persona debía haber pagado el mismo precio en rublos y en talonas (por ejemplo, si un par de zapatos cuesta 50 rublos, una persona debía pagar 50 rublos y 50 talonas para comprarlos).
Este sistema fue ampliamente criticado. En primer lugar, de ninguna manera se dirigió a los motivos por los que se los había introducido, para reducir la escasez de bienes, es decir, no fue capaz de promover la oferta, sino que sólo limitó la demanda. Además, la demanda de productos caros (como electrodomésticos) cayó bruscamente porque la gente necesitaba mucho tiempo para acumular la cantidad necesaria de talonas para comprarlos. Dañó aún más la producción ya con problemas y la cadena de suministros se vio más perjudicada aún. Además, este esquema no pudo evitar la hiperinflación del rublo, porque el talonas no era una moneda independiente, sino que era una moneda complementaria con una tasa de cambio fijo con el rublo. El sistema ha intentado animar a los lituanos a un ahorro del 80% de sus salarios. Pero la gente acumulaba sus rublos y no tenía dónde gastarlos. Esto condujo a la inflación de los bienes que no requieren de los talonas (como alimentos o productos en el mercado negro).

## La segunda reforma
En 1992, todo el mundo preveía que el talonas en breve iba a ser reemplazado por una moneda permanente, el litas. Lituania estaba en una situación de extrema falta de dinero en efectivo (a algunos trabajadores se les pagaba en bienes y no en dinero). Además, las monedas del litas lituano ya se habían comenzado a acuñar en 1991, también se estaban imprimiendo billetes desde ese mismo año en el extranjero y comenzaban a enviarse a Lituania. Sin embargo, el 1 de mayo de 1992 se decidió volver a introducir la talonas como una moneda independiente, de carácter temporal a circular junto al rublo soviético con la esperanza de combatir la inflación. Creando un sistema de doble moneda. El 1 de octubre de 1992, el rublo fue completamente abandonado y sustituido por el talonas. Lituania fue el último de los países bálticos a abandonar el rublo. Los plazos autoimpuestos para introducir el litas se aplazaban continuamente sin explicaciones claras.
Apodado "Vagnorkės", haciendo referencia al primer ministro Gediminas Vagnorius o "Tickets de Zoológico" en referencia a los animales típicos de Lituania que figuraban en los billetes, el talonas nunca ganó la confianza del público. Los billetes eran pequeños y eran impresos en papel de baja calidad. La gente era reacia a emplearlos. Sin embargo, el talonas cumplió su propósito: la inflación en el momento fue mayor en Rusia que en Lituania, es decir, de a poco se estaba deteniendo la espiral inflacionaria, mientras que en la Federación Rusa subía. La inflación en 1992 aumentó de manera constante debido a un repunte de los precios de la energía después de que Rusia aumentó precios del petróleo y la gasolina a niveles mundiales y exigiendo el pago de los mismos en monedas fuertes.
El 25 de junio de 1993, el litas se introdujo a razón de 1 litas = 100 talonas. Los billetes de talonas, una vez demonetizados, se reciclaron y fueron destinados para la producción de papel higiénico.

## Billetes

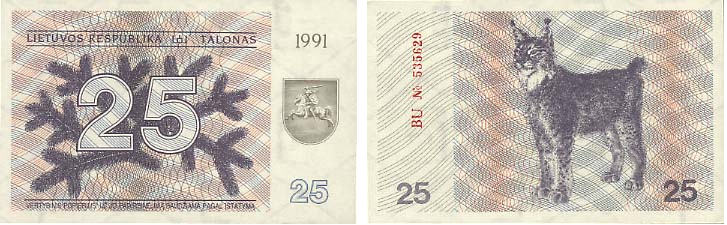
25 talonų
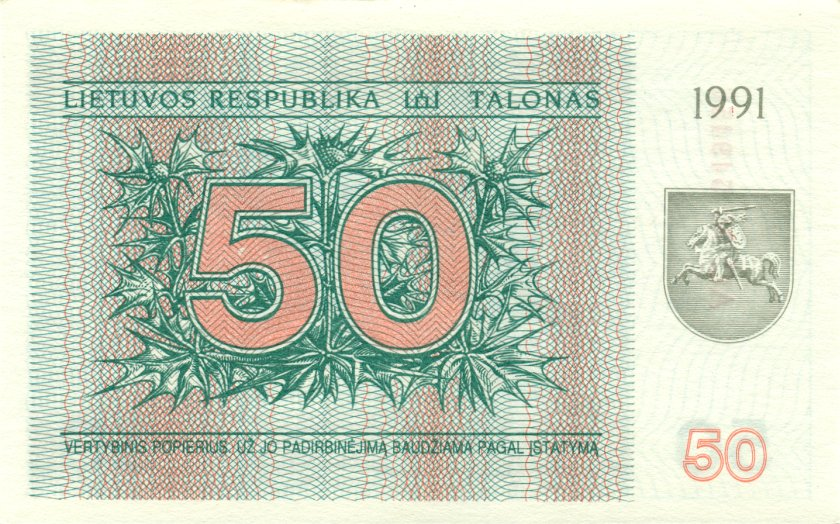
50 talonų
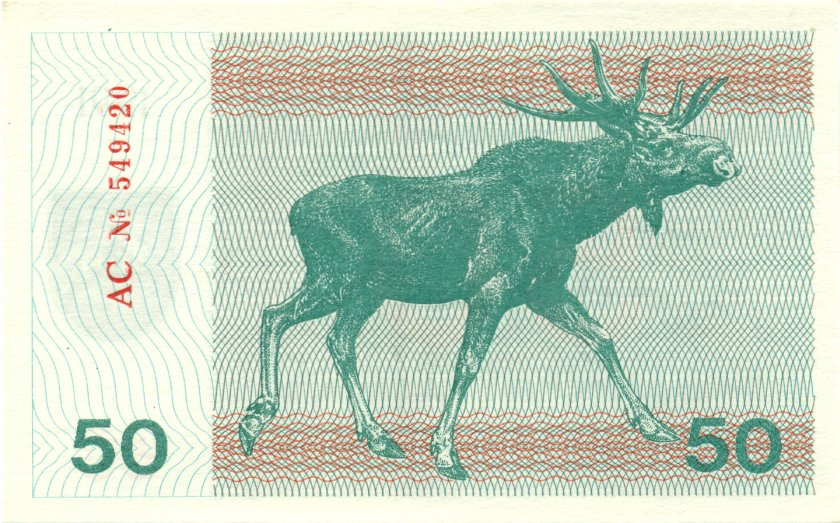
50 talonų

En 1991, se publicó papel moneda en denominaciones de 0,10, 0,20, 0,50, 1, 3, 5, 10, 25, 50 y 100 talonas.

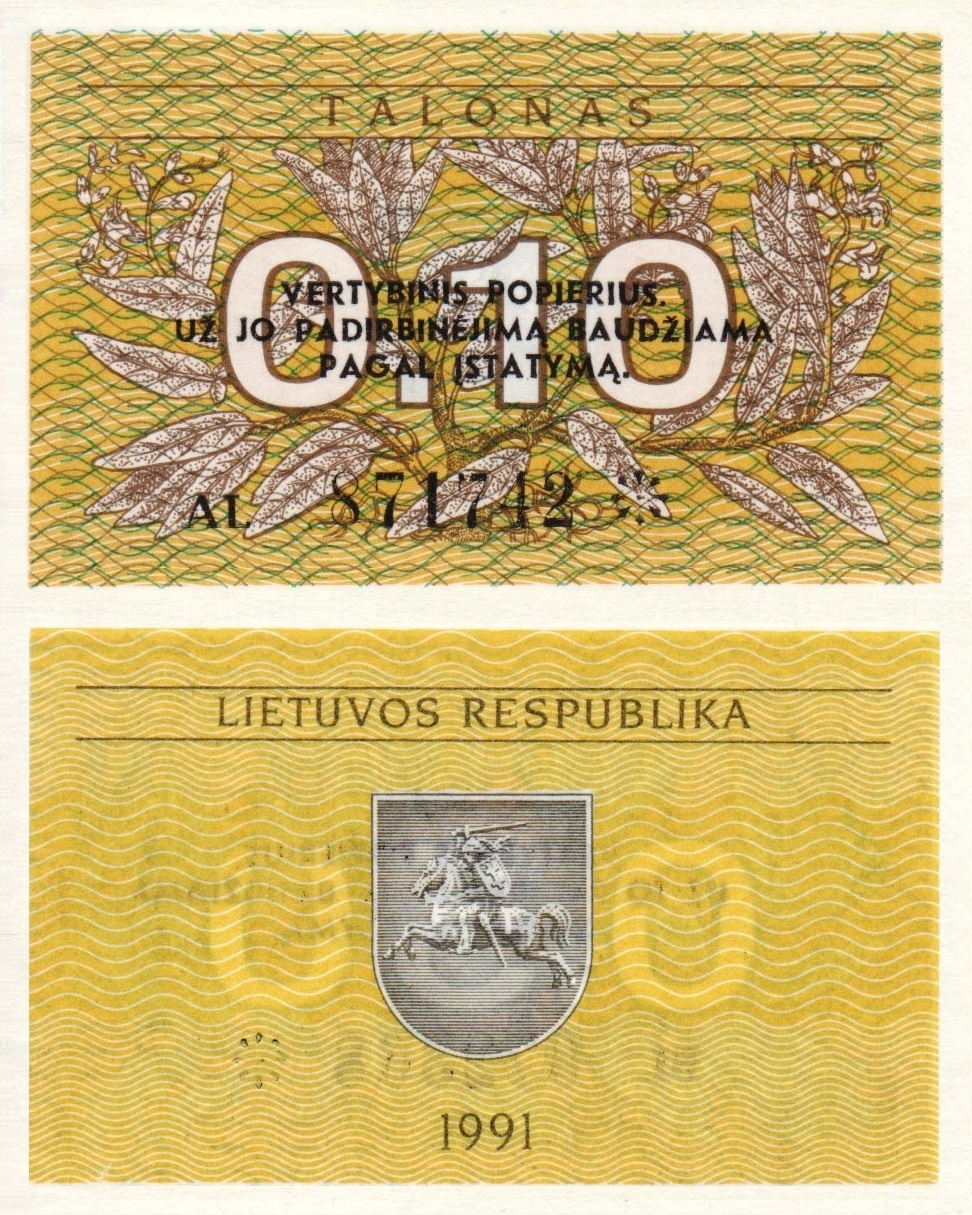
0,1 talonas
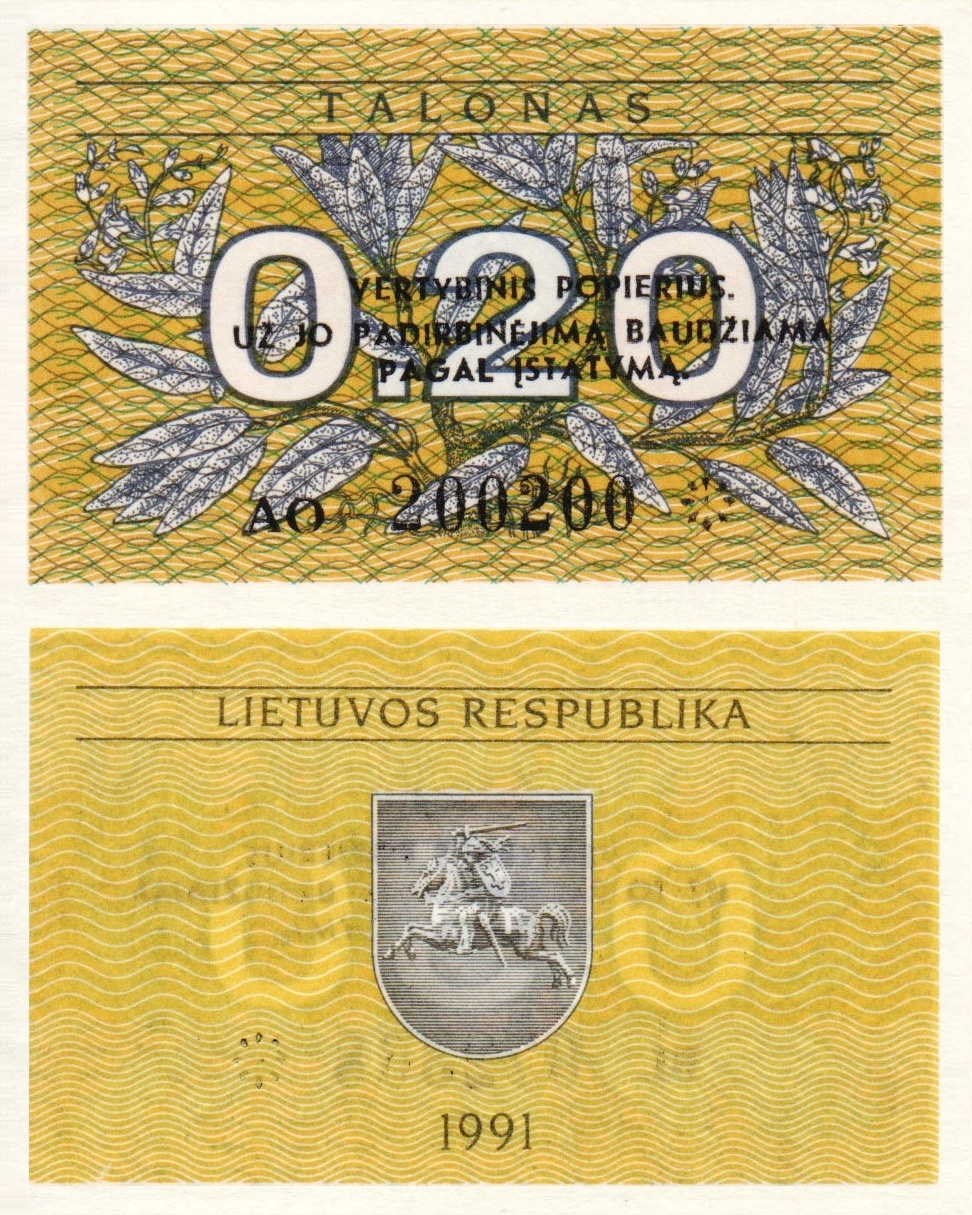
0,2 talonas
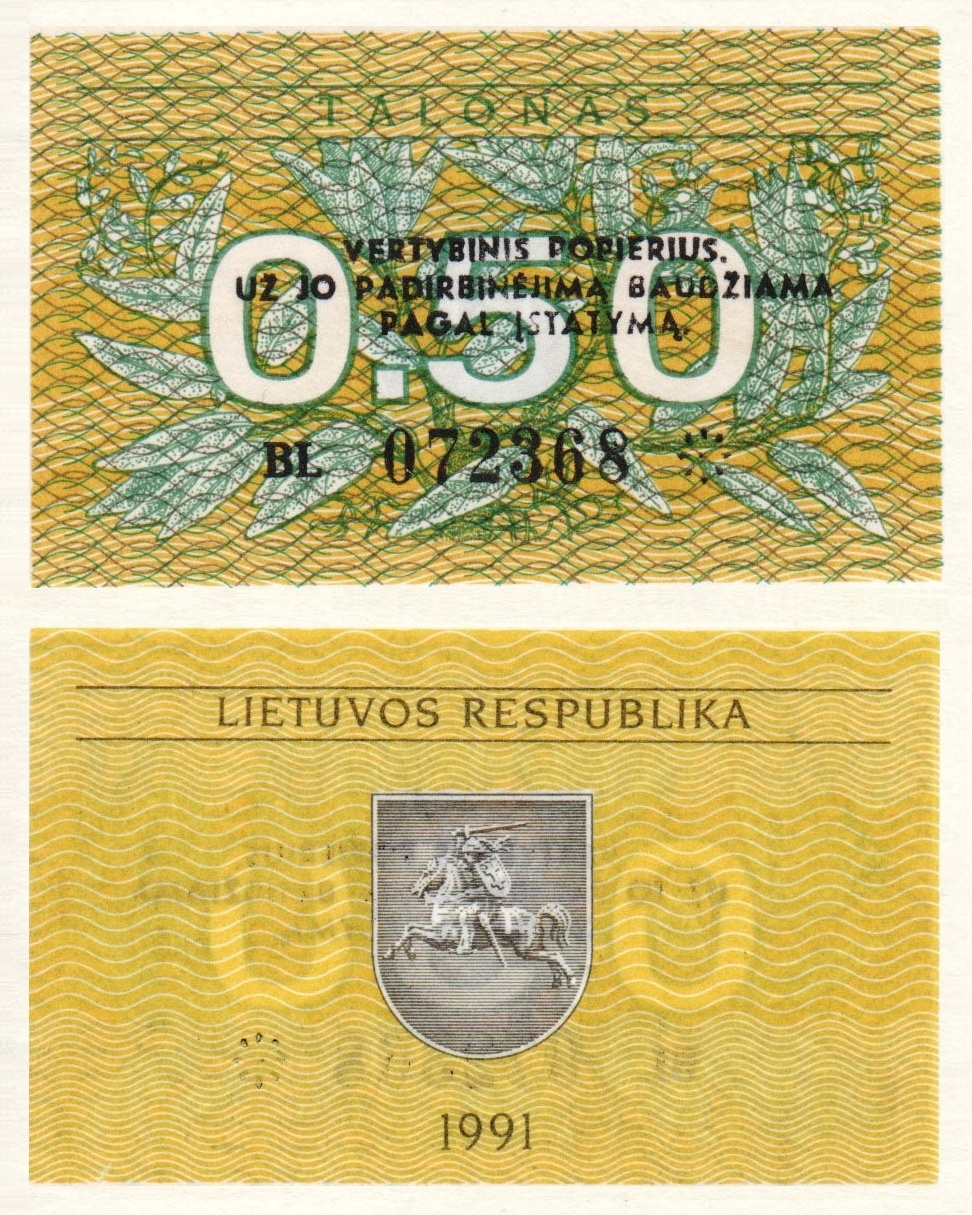
0,5 talonas

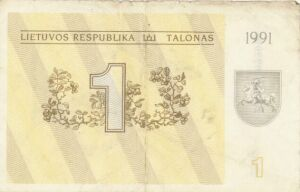
1 talonas
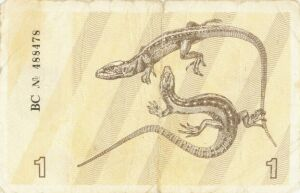
1 talonas
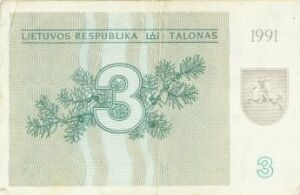
3 talonai
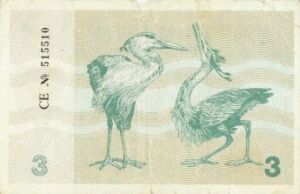
3 talonai

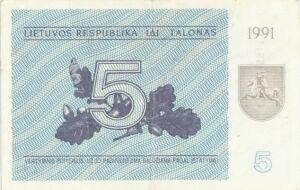
5 talonai
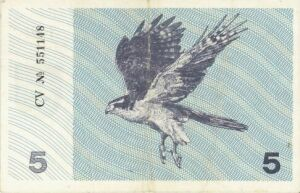
5 talonai
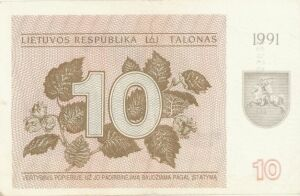
10 talonų
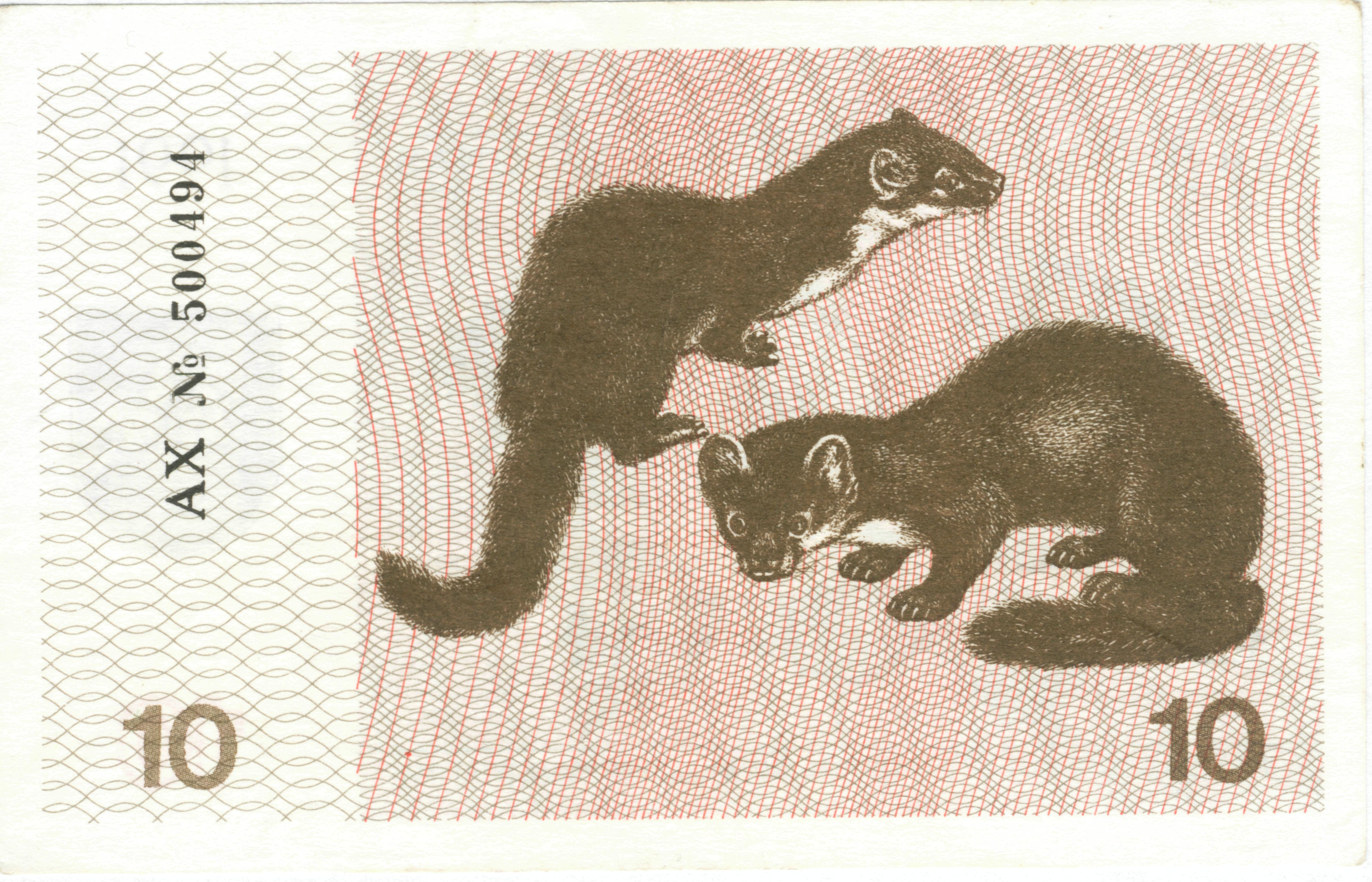
10 talonų

- 25 talonų
- 50 talonų
- 50 talonų

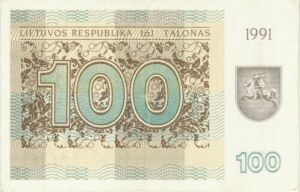
100 talonų
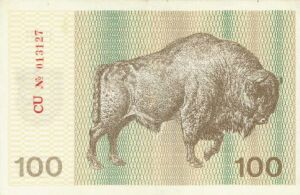
100 talonų

En 1992, se emitieron billetes con valores de 1, 10, 50, 100, 200 y 500 talonas. 

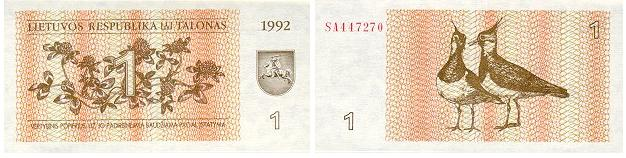
1 talonas
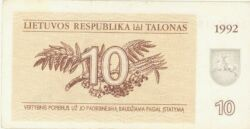
10 talonų
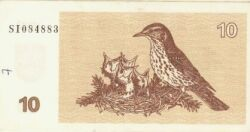
10 talonų
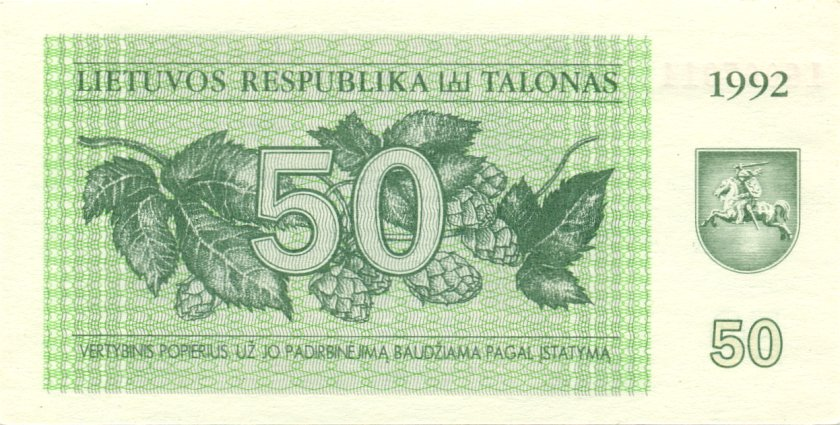
50 talonų
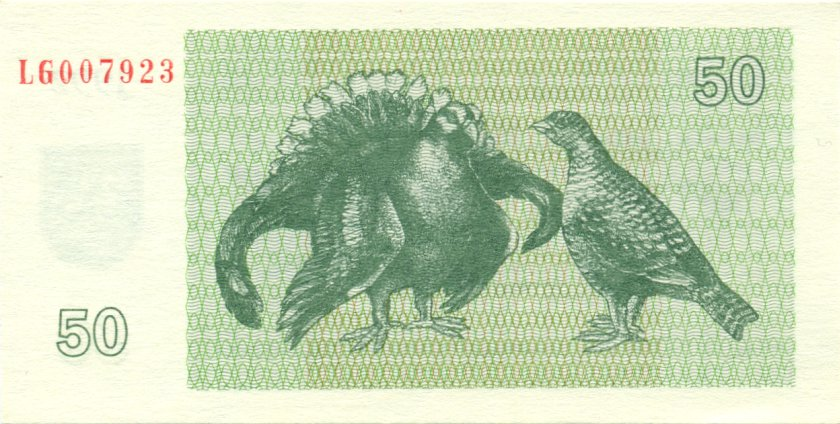
50 talonų
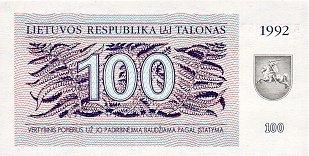
100 talonų
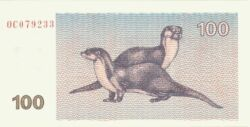
100 talonų
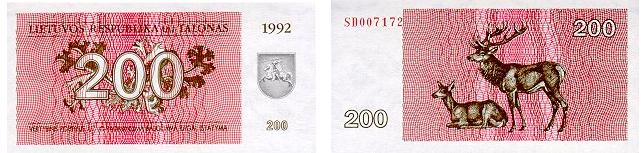
200 talonų
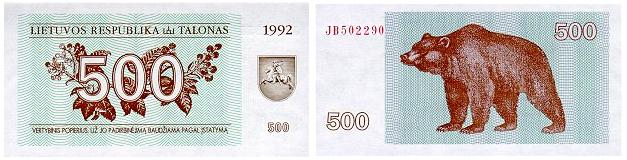
500 talonų

Los billetes de 200 y 500 talonas fueron rediseñados en 1993.

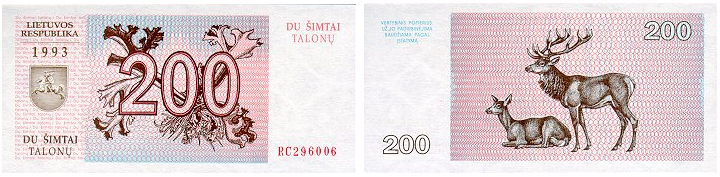
200 talonų
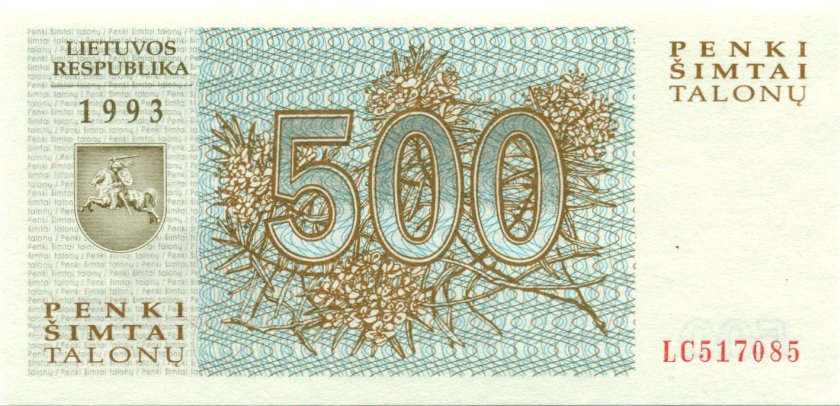
500 talonų
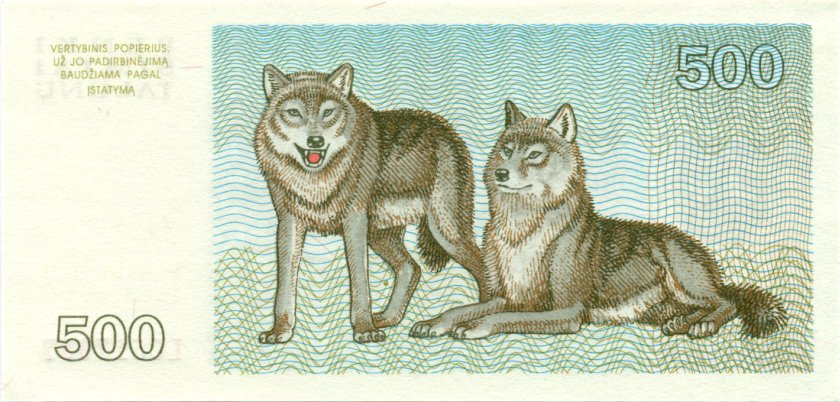
500 talonų